# アフォーダンス
アフォーダンス（英: affordance）とは動詞 afford（与える、もたらす、～する余地がある）の名詞形。アメリカの知覚心理学者ジェームズ・J・ギブソンによる造語で、環境が動物に対して与える「意味」あるいは「価値」を指す。生態光学、生態心理学の基底的概念であるが、近年では生態心理学の文脈にとどまらず、広く一般に用いられるようになってきている。

## 概要
アフォーダンスとは、環境中の動物（有機体）がその生活する環境を探索することによって獲得することができる意味、あるいは価値である。ここでの価値とは、ある環境において動物に与えられた「行為の機会」「資源利用の可能性」等を指す。
アフォーダンス概念の起源は、ゲシュタルト心理学者クルト・コフカの要求特性（demand character）、あるいは同じゲシュタルト心理学者クルト・レヴィンの誘発特性（invitation character）ないし誘発性（valence）にあるとギブソンは自ら述べている。
アフォーダンスとこれらの概念との決定的な違いは、アフォーダンスは知覚者の要求の変化により変化することはないということである。アフォーダンスは知覚者の状態により変化せず、知覚者や知覚者の認識からは独立して存在するものである。
アフォーダンスの定義は、ギブソンの著書"The theory of affordances"（1977）と"The ecological approach to visual perception"（1986）では少し異なっている。前者ではアフォーダンスは、動物と関連づけられた物質や表面の特性のある特定の組合せとされているが、後者では、「環境が動物に提供する (offers) もの，良いものであれ悪いものであれ，用意したり備えたりする (provides or furnishes) もの」と定義されている。
Warren（1984）による段上りのアフォーダンス知覚の研究は、ギブソンが考案したアフォーダンスという概念を定式化し、アフォーダンスが行為者（知覚者）との関係で測定されることを実証的に示した最初の研究である。
アフォーダンスという語が心理学以外の分野でも広く知られるようになった理由の一つは、ドナルド・ノーマン（1988）が“The Psychology of Everyday Things”の中でこの用語を取り上げたからである。ノーマンはこの中で、事物を操作するための手がかりを与えるものとして、アフォーダンスを紹介している。しかし、後述のようにアフォーダンスを何かの行為を行う際の知覚的な手がかりと考えるのは誤りである。

## 用法
今日ではアフォーダンスという語の用法が混乱しており、主に二つの異なる意味合いで用いられている。以下にその詳細について記す。

### （本来の）アフォーダンス
ギブソンの提唱した本来の意味でのアフォーダンスとは、動物と物の間に存在する行為についての関係性をあらわす言葉である。例えば人物Aとドアについて、Aにはそのドアを開けるという選択肢がある。この選択肢が存在するという関係を「このドアには ”開ける” というアフォーダンスがある」あるいは「このドアは ”開ける” という行為をアフォードしている」と表現する。
アフォーダンスは環境に存在する行為の機会、可能性をあらわす概念である。アフォーダンスを指し示すインターフェイスが存在するか、動物がそのアフォーダンスを現に認識しているか、といったことは、そこにアフォーダンスが存在するか否かということとは別の問題である。上のドアの例では、人物Aがドアノブの存在に気づいていなかったり、ある一定の操作を行わなければドアノブを回せないような仕掛けがあったりしたとしても、依然としてAとドアの間には「開けることができる」というアフォーダンスが (潜在的に) 存在している。
ドアがアフォードするのは「開ける」という行為だけではないということにも留意する必要がある。例えば「外す」「破壊する」「穴を開ける」「もたれかかる」といった行為も可能であり、ドアはこれらの行為も同時にアフォードしている。このように、通常ある物体に存在するアフォーダンスは一つに限定されるものではない。

### シグニファイア
特にデザイン領域において、「人と物との関係性（本来の意味でのアフォーダンス）をユーザに伝達する事」「人をある行為に誘導するためのヒントを示す事」というような意味を表すために「アフォーダンス」の語が用いられることがある。「わかりやすいドアノブを取り付けることで、ドアが引いて開けるという動作をより強くアフォードする」といったニュアンスの記述もしばしば見られるが、これらはギブソンが本来意図していたものとは異なる語法である。
この用法を結果的に世に広めてしまったドナルド・ノーマン自身も後年にそれを認めており、以降はシグニファイアという言葉を用いてこの概念を説明している。
現状では特に注釈なくこれら二つが入り交じって使用されている（むしろ後者の用法がより広く浸透している傾向がある）ため、十分な注意が必要である。

## 定義をめぐる論争

### 環境プロパティ説と身体-環境系プロパティ説
Turvey (1992) は、環境がもつ傾向性としてアフォーダンスを定義し、動物自身がもつ傾向性であるエフェクティビティとの関係を論じた。一方、Stoffregen (2003) はアフォーダンスを、動物と環境とが構成する高次の単位 身体-環境系 (animal-environment system) に存在する事実とし，Turveyによる定義を批判した。

### アフォーダンス相対主義とアフォーダンス実在主義
エドワード・S・リードは関係論的、相対論的なアフォーダンス解釈を批判し、環境に潜在する資源としてのアフォーダンス観を強調している。一方、Rietveld (2014) は各個体に特有の生活形 (form of life) とアフォーダンスの現われようとの関連を論じている。現在でも生態心理学の内部では，アフォーダンスを動物の存在に関係なく存在し続ける実在物として捉える研究者と、動物と環境の間に形成される関係性として捉える研究者とに分かれている。

## 偽のアフォーダンス
ウィリアム・ガーバーは、アフォーダンスを知覚可能、非表示、および偽の、3つのカテゴリに分類した。
偽のアフォーダンスは、実際の機能を持たない見せかけのアフォーダンスである。つまり、行動を起こす者は、存在しない行動の可能性を認識する。偽のアフォーダンスの良い例は、プラセボボタンである。
非表示のアフォーダンスは、行動の可能性があることを示してはいるが、これらは行動を起こす者によって認識されていない場合である。例えば、靴を見て、ワインボトルを開けるのに使用できるかどうかはわからない。アフォーダンスを認識できるようにするために、行動を起こす者が認識し、既存のアフォーダンスに基づいて行動できるような情報が必要である。
知覚可能なアフォーダンスの場合、それらは知覚と行動の間に直接的なリンクを提供し、アフォーダンスが隠されている。
（非表示）か、誤っている（偽）場合、それらは間違いや誤解につながる可能性があることを意味する。

## ロボット工学のアフォーダンス
ロボット工学の問題は、アフォーダンスが心理学からの理論的概念だけではないことを示している。オブジェクトの把握と操作では、ロボットは環境内のオブジェクトのアフォーダンスを学習する必要がある。つまり、視覚と経験から、
（a）オブジェクトを操作できるかどうか、（b）オブジェクトを把握する方法、および（c ）特定の目標を達成するためにオブジェクトを操作する方法を学ぶ。一例として、ハンマーは、原則として、多くの、手の使い方と使用方法で把握できるが、目的を達成するための有効な接触点とそれに関連する最適な握りの組み合わせは限られている。

## デジタルユーザーインターフェースにおけるアフォーダンス
コンピューターソフトウェアデザインにおいてアフォーダンスは1995年のアラン・クーパーの著作で「イディオムとアフォーダンス」としてドナルド・ノーマンの1990年の著作「The Psychology of Everyday Things」（日本語訳　野島久雄訳「誰のためのデザイン？」新曜社 1990）が「アフォーダンスという素晴らしい用語を提示した」と紹介し、その定義を「物事の知覚された実際の特性、主に、それがどのように使用され得るのかを決定する基本的な特性」と日本語訳されている。アラン・クーパーはノーマン定義から「実際の」を省略し観念的な言葉とし、「実際のものではなく、その事物がなし得ると我々が思うもの」を指す用語としてソフトウェアデザインの用語として再定義した。これにより、クーパーは「玄関脇のプッシュボタンは100%間違いなく呼び鈴であるが自動車のボンネットなど通常ありえないところにあるならその目的は見当がつかない。しかしそれが指で押すものだという見当はつく。指先と同じくらいの大きさで、指の届くところにある物をみると、それを押したくなる動物なのである。長く丸いものを見ると我々は指をそれに巻きつけ、ハンドルのようにそれをつかむ。これがノーマンがアフォーダンスという言葉で言い表したかったことではないかと思う」とし、そのノーマンのアフォーダンスと区別するために「マニュアルアフォーダンス」という用語で「ものが我々の手でいかに操作され得るかを本能的に理解すること」を表した。そのうえで、このマニュアルアフォーダンスが、多くの場合、ビジュアルユーザーインターフェースデザインの基礎となるとした。アラン・クーパーはカリフォルニア、サンフランシスコのマリン大学で建築学を専攻し、マイクロコンピュータ用のソフトウェア会社から経歴を始め、ソフトウェア設計者、プログラマ、起業家であり、かつ「Visual Basicの父」として広く認知され、ビル・ゲイツから表彰された人物である。
2000年代の例としてソーシャルメディアのユーザーインターフェースデザインがあげられる。ユーザーがプラットフォームに長期間従事し続けることができるように設計に組み込まれている。これらの戦略は、接続の増加がマスメディア企業により多くの利益を生み出すために利用されてきた。例えば、インスタグラムは、ユーザーが写真を通じて自分のIDを投稿および提示できるように設計されている。そのアフォーダンスは、ユーザーが写真、キャプション、ハッシュタグ、いいね、コメント、タグ付けに限定されたコミュニケーションに制限されることである。一方、TikTokを使用すると、ユーザーは短いビデオコンテンツを作成できる。TikTokの機能の一つである「デュエット」は、インスタグラムでは利用できない機能で、別のユーザーのコンテンツに直接応答することで、ユーザーが相互に通信できるようにするものである。但し、インスタグラムでは、TikTokと比較して、キャプションに多くの文字が含まれている。従って、ユーザーは、書面およびビジュアルコミュニケーションにインスタグラムを使用する傾向があり、ビジュアルおよびオーディオコミュニケーションにTikTokを使用する傾向がある。

## 建築学のアフォーダンス
アフォーダンスと建築学との関係性は深く、建築は行為を促す意図を持ってつくられていく側面がある。アフォーダンスと関係が深いと考えられるものに、槙文彦の「微地形」、荒川修作＋マドリン・ギンズの「天命反転プロジェクト」、コーリン・ロウの「透明性」が挙げられる。建築学のアフォーダンスの社会性は、建設コストを抑えるために同一部材、同一製品を反復させ、より多くの容積を獲得し、金儲けを優先させる現代の経済至上主義的な建築行為に対して、人間の「行為」を起点に建築の身体性を獲得し、経済至上主義に対するアンチテーゼとして新たな意見を提示し、世間や周囲の反響を呼ぶことを意図している 。更に、設計者の立場は常に中庸性を持たなければいけないことを示唆している。主体を人間、客体を建築としたとき、その逆も然りである視点を持ち続けることの重要性を暗示しているのである。